# Henryk Wieczorek
Henryk Wieczorek (* 14. prosince 1949, Chořov) je bývalý polský fotbalista, záložník.

## Fotbalová kariéra
V polské nejvyšší soutěži hrál za ROW Rybnik a Górnik Zabrze. Dále hrál ve francouzské lize za AJ Auxerre. Kariéru končil v nižších francouzských soutěžích v týmu US Melun. V Poháru UEFA nastoupil v 6 utkáních. Za reprezentaci Polska nastoupil v letech 1973-1979 v 17 utkáních a dal 2 góly. Byl členem polské reprezentace na Mistrovství světa ve fotbale 1974, kde Polsko získalo bronzové medaile za 3. místo, ale v utkání nenastoupil a zůstal jen mezi náhradníky. V roce 1976 byl členem stříbrného polského týmu na olympiádě 1976, nastoupil v 1 utkání.

## Ligová bilance
| Ročník              | Zápasy | Góly | Klub          |
| ------------------- | ------ | ---- | ------------- |
| Ekstraklasa 1968/69 | 6      | 0    | ROW Rybnik    |
| I liga 1969/70      | -      | -    | ROW Rybnik    |
| Ekstraklasa 1970/71 | 25     | 2    | ROW Rybnik    |
| I liga 1971/72      | -      | -    | ROW Rybnik    |
| Ekstraklasa 1972/73 | 25     | 1    | ROW Rybnik    |
| Ekstraklasa 1973/74 | 29     | 0    | Górnik Zabrze |
| Ekstraklasa 1974/75 | 27     | 0    | Górnik Zabrze |
| Ekstraklasa 1975/76 | 28     | 1    | Górnik Zabrze |
| Ekstraklasa 1976/77 | 25     | 3    | Górnik Zabrze |
| Ekstraklasa 1977/78 | 24     | 0    | Górnik Zabrze |
| I liga 1978/79      | 30     | 8    | Górnik Zabrze |
| Ekstraklasa 1979/80 | 22     | 6    | Górnik Zabrze |
| Ligue 1 1980/81     | 38     | 0    | AJ Auxerre    |
| Ligue 1 1981/82     | 23     | 0    | AJ Auxerre    |
| CELKEM 1. liga      | 272    | 13   |               |